# Vetto
Vetto (Vèt in dialetto reggiano) è un comune italiano di 1 785 abitanti, il meno popolato della provincia di Reggio Emilia in Emilia-Romagna.

## Geografia fisica
Vetto sorge sulla sponda destra dell'Enza, nell'Appennino reggiano.
Confina a nord con Canossa, a est con Castelnovo né Monti, a sud con Ventasso e ad ovest con Palanzano e Neviano degli Arduini, entrambi in provincia di Parma.
Oltre al già citato Enza, altri quattro importanti corsi d'acqua del vettese sono i torrenti Atticola, Lonza, Tassobbio e Tassaro.

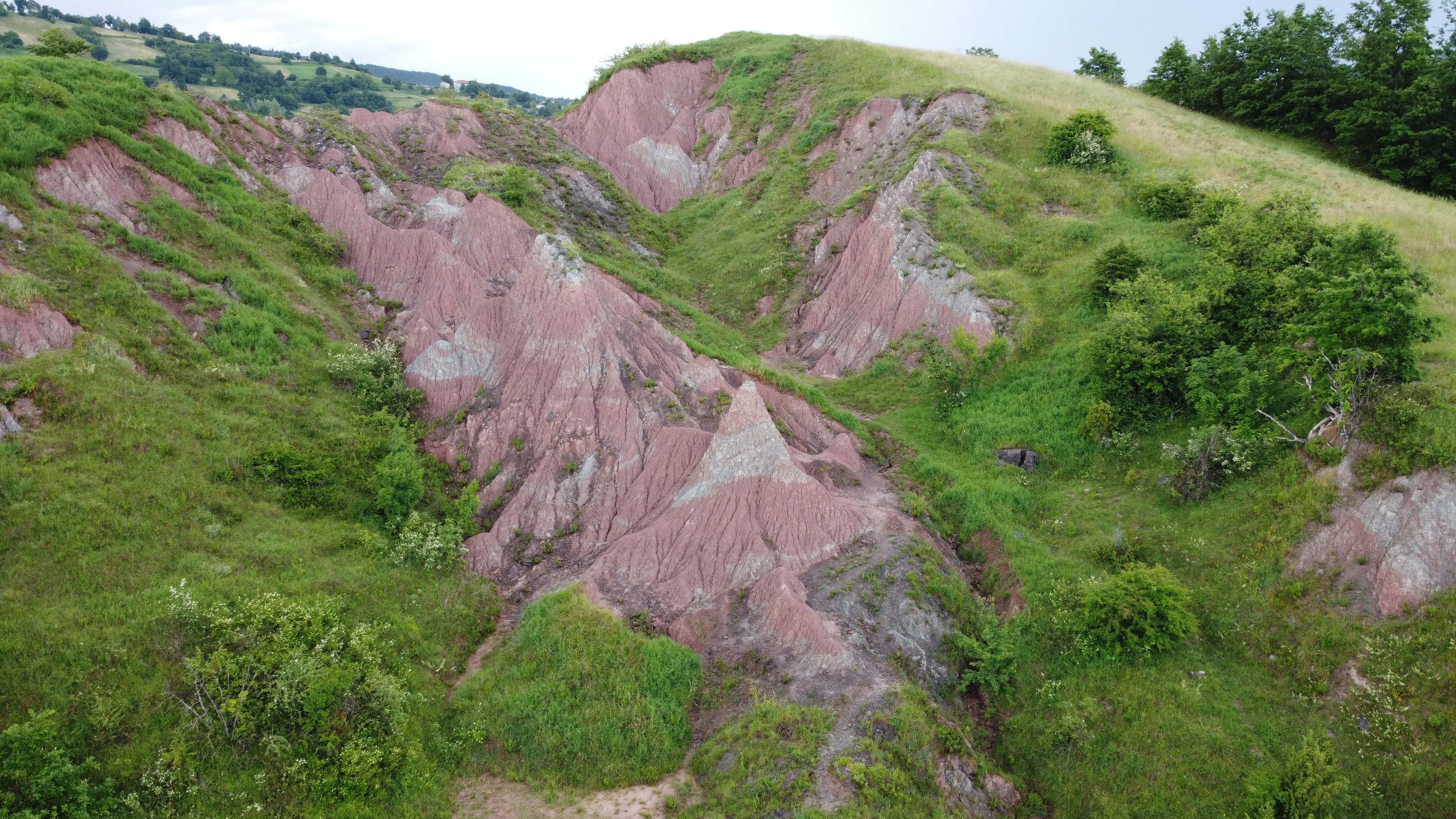

Nella frazione di Atticòla scavato nel tempo dall'incessante azione dei torrenti Atticola e Lonza, si trova il canyon di Atticola, una profonda incisione nelle rocce calcaree, seppur di dimensioni più contenute rispetto ai celebri canyon.

## Monumenti e luoghi d'interesse

### Architetture religiose

#### Chiese
- Chiesa di San Lorenzo a Rosano, attestata già nel 1112[5][6]
- Chiesa di Cola, la cui esistenza è testimoniata nel 1150[6]
- Chiesa di San Giorgio a Crovara, che conserva un'Annunciazione realizzata da allievi del Guercino[6]
- Chiesa dei Santi Pietro e Paolo a Gottano, dotata di campanile di origine medievale e menzionata nei documenti datati 1213[6]
- Chiesa di Santo Stefano, di presunta origine preromanica ma con elementi di epoca carolingia e tracce di affreschi databili ai secoli XIV-XV[6]
- Chiesa di Piagnolo[6]

#### Oratori
- Oratorio della Madonna di Montalto, detto anche "delle Formiche", esistente a Gottano già nel XIV secolo[6]
- Oratorio di Sole Sotto, dedicato alla Visitazione della Beata Vergine Maria, esistente ai tempi della peste del 1632[6]
- Oratorio di Tizzolo, settecentesco,   con portale risalente al 1765[6]
- Oratorio di San Martino a Groppo[6]
- Oratorio di Castellaro[6]

### Architetture civili
- A Legoreccio: "Casa dei Terzi", quattrocentesca, casa-torre dei Rabotti, cinquecentesca, e corte dei Da Palude, seicentesca[6]
- A Castellaro: casa-torre costruita in luogo di un fortilicium del 1313[6]
- A Pineto: residenza patrizia detta "Casa dei Da Palude"[6]
- A Piagnolo: resti di abitazioni medievali e una casa a torre[6]
- A Rosano: casa a torre dei Bazzoli[6]
- A Spigone: resti di una casa-torre databile al XVI secolo[6]

### Altro
- A Crovara: resti del castello di Crovara[6]
- A Sole: abitazioni con due portali del 1720 e del 1757[6]
- A Tizzolo: casa natale del giurista Pellegrino Nobili[6][7]

## Società

### Evoluzione demografica
Abitanti censiti

### Etnie e minoranze straniere
Al 31 dicembre 2017 gli stranieri residenti nel comune sono 133, ovvero il 7,2% della popolazione. Di seguito sono riportati i gruppi più consistenti:
- Marocco: 88
- Moldavia: 11
- Ucraina: 9
- Albania: 6

## Geografia antropica

### Frazioni
Oltre che dal capoluogo, il territorio comunale è formato dalle frazioni di Atticola, Brolo, Buvolo, Caiolla, Cantoniera, Casalecchio, Casella, Casone, Castellaro, Castellina, Cesola, Cola, Costa, Costaborga, Crovara, Ferma, Gottano Sopra, Gottano Sotto, Groppo, Legoreccio, Maiola, Mavore, Moziollo, Piagnolo, Pineto, Predella, Rodogno, Roncolo, Rosano, Scalucchia, Sole Sopra, Sole Sotto, Spigone, Strada, Teggia, Tizzolo, Vidiceto e si estende su 53 chilometri quadrati.
Alcune frazioni rappresentano le antiche corti del Vettese

#### Pineto
Ha un'altitudine media di 663 m s.l.m.
Il nome di questo borgo, che appare nell'Estimo Reggiano del 1315, è legato alla storia dei conti Da Palude, che erano stati vassalli di Matilde di Canossa. Vi sono almeno due corti da loro edificate degne di nota, delle quali rimangono molti particolari architettonici nonostante i successivi rimaneggiamenti.
Al tempo delle signorie i Da Palude vi costruirono una casa, arricchita successivamente da affreschi a tema religioso. Si tratta della “Casa dei Da Palude”, di notevole interesse architettonico.
È presente anche una casa-torre risalente al XVII secolo; nelle vicinanze l'opificio del “Mulinaccio”.
Lo scrittore lombardo Raffaele Crovi ha citato spesso Pineto nelle sue opere e nei suoi saggi

#### Vidiceto
Vidiceto (Vizzé in dialetto reggiano) è una piccola frazione di 20 abitanti che dista 7 km da Vetto, 2 km da di Cola e Groppo, 9 km da Castelnovo né Monti. È situato sulle rive del torrente Atticola, affluente del torrente Lonza, ad una altitudine media di 470 m s.l.m.
Il nome prende origine da Vizzé, poi modificato in Vidiceto. Le "vizze" in dialetto locale sono le piante che forniscono le strisce per la costruzione dei cesti di vimini. Il paese ne è ricco e l'attività della fabbricazione dei cesti era un tempo molto sviluppata nel vicino paese di Cola.
Fino al 1996, quando una frana di vaste proporzioni distrusse una parte del paese, la frazione era divisa in Vidiceto di Sopra (scomparso sotto la frana) e Vidiceto di Sotto, più a valle.
Il paese fa parte della parrocchia di Cola, alla quale sono annesse anche Groppo e Rodogno.

## Amministrazione
Di seguito è presentata una tabella relativa alle amministrazioni che si sono succedute in questo comune.
| Periodo        | Periodo        | Primo cittadino         | Partito                     | Carica  | Note   |
| -------------- | -------------- | ----------------------- | --------------------------- | ------- | ------ |
| 9 luglio 1985  | 24 maggio 1990 | Vito Castellari         | Democrazia Cristiana        | Sindaco | [ 17 ] |
| 24 maggio 1990 | 14 giugno 2004 | Athos Nobili            | lista civica                | Sindaco | [ 17 ] |
| 14 giugno 2004 | 26 maggio 2014 | Sara Ermelinda Garofani | lista civica                | Sindaco | [ 17 ] |
| 26 maggio 2014 | in carica      | Fabio Ruffini           | lista civica Per Vetto (PD) | Sindaco | [ 17 ] |